# ベレーのしんちゃん
- 藤子不二雄 > 連載 > ベレーのしんちゃん

『ベレーのしんちゃん』は、藤子不二雄（藤本弘と安孫子素雄）の合作による日本の児童向け生活SFギャグ漫画作品。発明家のパパ（安孫子作画）が作った発明品を、主人公のしんちゃん（藤本作画）が使うことで巻き起こる騒動が毎回1話完結で描かれる点で、後年の『ドラえもん』や『キテレツ大百科』と共通している。
「藤子・F・不二雄大全集」の『ろぼっとろぼちゃん』で読むことができる。漫画本編の総ページ数は103ページ。全18話。

## 登場人物
※人物名の後ろのアルファベットは「A：安孫子素雄」「F：藤本弘」が作画を担当していることを表す。
しんちゃん（F）
いつもベレー帽をかぶっている少年。ベレー帽からはカールした前髪をのぞかせている。
パパ（A）
しんちゃんの父親。発明家。依頼された発明品や試作品を日々作っている。

## 全話一覧
※各話のサブタイトルは以下の通り。
| 話 | サブタイトル             | ページ数 |
| -- | ------------------------ | -------- |
| 01 | ロボライト               | 4        |
| 02 | おてがら                 | 4        |
| 03 | ふんわりガス             | 4        |
| 04 | まっすぐ機               | 4        |
| 05 | ことばでうごく車         | 4        |
| 06 | 00かばん                 | 6        |
| 07 | 大きくなる機械           | 6        |
| 08 | ロボット＝ポスト         | 6        |
| 09 | わかがえり機械           | 6        |
| 10 | 本物になる機械           | 6        |
| 11 | 近道ドア                 | 7        |
| 12 | プラボール               | 6        |
| 13 | ロボットつみ木           | 7        |
| 14 | モグ1号                  | 7        |
| 15 | こいのぼりのヘリコプター | 6        |
| 16 | 空とぶテント             | 7        |
| 17 | 水中おしゃぶり           | 7        |
| 18 | スピードリング           | 6        |